# Histrier

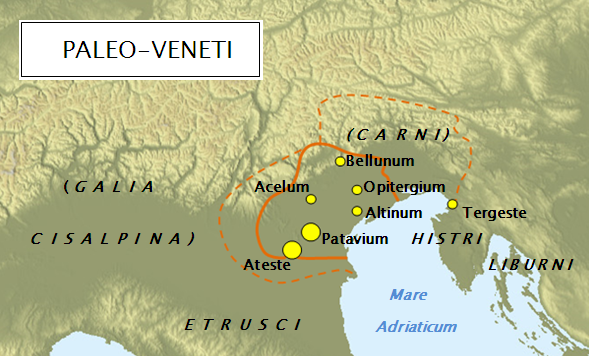

Histrier (latin: Histrii, grekiska: Ιστρών έθνος, kroatiska: Histri) var en forntida folkgrupp som under antiken bebodde Istrien i dagens Kroatien, Slovenien och Italien och som gett halvön dess namn. De omnämns för första gången i en reseskildring från 500-talet f.Kr av den grekiska logografen Hekataios av Miletos. I vissa källor beskrivs folkslaget som veneter med band eller släktskap till illyrerna. I romerska källor beskrivs histrierna som pirater. År 177 f.Kr. besegrade romarna histrierna och förstörde deras främsta bosättning Nesactium. Sedan histrierna besegrats kom området att ingå i den romerska provinsen Venetia et Histria.